# Patrick Rondat
Patrick Rondat, fransk gitarrist inom den melodiösa rocken, med starka influenser av Van Halen, Gary Moore och Eric Clapton.